# Jacob de Witt
Jacob de Witt (født i Dordrecht 7. februar 1589 ; død i Dordrecht 10. januar 1674) var en nederlandsk aristokrat og politiker fra den hollandske guldalder.

## Biografi
Jacob de Witt var søn af Cornelis Fransz de Witt og Johanna Heymans. Han var borgmester i Dordrecht 19 gange. Hans ældre bror var Andries de Witt, Rådspensionær i Holland. Familien De Witt var en af de vigtigste familier i det hollandske patriciat. Jacob de Witt var herre over Manezee, Melissant og Cromstrijen, tømmerhandler, borgmester og regent i Dordrecht. Hans to sønner var Cornelis og Johan de Witt, Rådspensionær i Holland.
Jacob de Witt var en statssindet politiker, hvorfor han politisk tog parti for Johan van Oldenbarnevelt, Han var tilhænger af provinsernes selvstændighed i forhold til centralmagten og kom derfor i konflikt med Morits af Oranien. I 1639 blev han borgmester i Dordrecht og beklædte denne post indtil 1655. Han var medlem af Generalstaterne og som sådan en hovedperson i diplomatiske aftaler med Sverige. Han blev fængslet i Loevestein Slot af Vilhelm 2. af Oranien, men trak sig først tilbage fra politik i 1672.